# Доменек, Асунсьон
Асуньсон Доменек Домингес (исп. Asunción Domenech Domínguez; род. 8 июня 1967, Валенсия) — испанская волейболистка, связующая. Участница летних Олимпийских игр 1992 года.

## Биография
Асуньсон Доменек родилась 8 июня 1967 года в испанском городе Валенсия.
В 1990—1992 годах выступала за «Хативу», в 1993—1994 годах — за «Мурсию», в 1998—2000 годах — за «Альбасете». В 1991 году завоевала с «Хативой» Суперкубок Испании, в 1994 году в составе «Мурсии» выиграла чемпионат страны.
В 1992 году вошла в состав женской сборной Испании по волейболу на летних Олимпийских играх в Барселоне, занявшей 8-е место. Играла на позиции связующей, провела 4 матча.